# Festival Internacional de Cine Al Este
El Festival Internacional de Cine Al Este es un festival de cine realizado de forma anual realizado en Francia, Perú, Argentina y Colombia. Su objetivo es hacer visible obras procedentes de Europa del Este y Central, además de adentrarse en obras latinoamericanas y asiáticas. Se exhiben cortometrajes y largometrajes de ficción, documental y experimental, además de organizarse charlas y talleres de cine.
La Asociación Peruana de Prensa Cinematográfica ofrece un premio al mejor largometraje de Europa del Este y Central.

## Historia
Fundado en Francia en el 2002 con el fin de promover un cine diverso, artística y diversamente comprometido, proveniente principalmente de países de Europa del Este.En 2009 realiza su primera edición trasatlántica, llegando al Perú. Posteriormente, en 2014 y 2018, agrega dos sedes: Argentina y Colombia, respectivamente.